# Disporum trabeculatum
Disporum trabeculatum är en växtart i släktet Disporum och familjen tidlöseväxter. Arten förekommer i södra Kina samt i Vietnam. Den beskrevs av François Gagnepain 1934.